# Carnival Pride
Carnival Pride — второе круизное судно класса «Spirit» в собственности компании Carnival Corporation & PLC и эксплуатируемое оператором Carnival Cruise Lines было построено в 2001 г. в Финляндии на Новой верфи в Хельсинки и ходит под панамским флагом.
Судами-близнецами являются Carnival Miracle, Carnival Spirit, Carnival Legend, а также с визуально иной формы трубой Costa Atlantica и Costa Mediterranea.

## История
Строительство Carnival Pride под заводским номером 500 осуществлялось на верфи Kvaerner Masa Yards AB в Хельсинки. Затопление дока состоялось в конце марта 2001 г., после чего судно было пеерведено к причалу верфи для дальнейшей застройки. Ходовые испытания на Балтике закончились успешно в октябре 2001 г. 12 декабря 2001 г. Carnival Pride был передан пароходству Carnival Cruise Lines. В это же время происходило затопление дока, где строилась третья сестра - Carnival Legend. После перевода судна в родной порт Порт Канаверал Carnival Pride успешно сдал экзамены, совершив своё первое путешествие к островам Карибского моря с 30 декабря 2001 по 5 января 2002. Первым капитаном был Клаудио Капучи. Крещение судна американской женщиной-астронавтом Тамарой Джернигэн состоялось 7 января 2002 г. в Форт-Лодердейл.
После эксплуатации в Форт-Лодердейле (Порт Канаверал) Carnival Pride был переведён на Тихий океан в Лонг-Бич (Калифорния), где курсировал между американскими и мексиканскими портами на западном побережье США. Весной 2009 г. был снова передислоцирован и ходил непродолжительное время из Майами в Карибский бассейн, а с конца апреля 2009 г. прописался в Балтиморе (Мэриленд) и ходит в круизы в Карибский бассейн из Сент-Луиса.